# AirPrint
AirPrint é um recurso dos sistemas operacionais macOS e iOS da Apple Inc. para impressão através de uma rede LAN sem fio (Wi-Fi),  diretamente para impressoras compatíveis com AirPrint ou para impressoras compartilhadas não compatíveis por meio de um computador executando Microsoft Windows, Linux  ou macOS. O AirPrint não requer drivers específicos da impressora. Ele foi originalmente projetado para dispositivos iOS e conectado apenas por meio de uma rede Wi-Fi e, portanto, exigia um ponto de acesso Wi-Fi. No entanto, com a introdução do AirPrint na plataforma de desktop macOS em 2012, os Macs conectados à rede via conexão Ethernet também poderiam imprimir usando o protocolo AirPrint - não apenas aqueles conectados via Wi-Fi. A conexão Wi-Fi Direct entre o dispositivo e a impressora não é suportada por padrão, mas apareceu como o recurso 'HP ePrint Wireless Direct AirPrint'.

## Histórico e compatibilidade
Após o lançamento do iPad em 2010, as preocupações de usuários foram levantadas sobre a incapacidade do produto de imprimir, pelo menos por meio de uma solução com suporte da Apple. O fundador e CEO da Apple, Steve Jobs, teria respondido "Isso virá" em maio de 2010 a pedido de um usuário para imprimir.
A introdução do AirPrint no outono de 2010, como parte do iOS 4.2, deu aos iPhones e iPads capacidade de impressão pela primeira vez. O AirPrint para computadores Mac foi introduzido no lançamento do Mac OS X Lion.
No lançamento, doze impressoras eram compatíveis com o AirPrint, todas da série HP Photosmart Plus e-All-in-One. Em julho de 2020, esse número havia crescido para cerca de 6.000 modelos de impressoras compatíveis de duas dúzias de fabricantes diferentes. A lista atual pode ser encontrada no site de suporte da Apple.  A tecnologia relacionada é coberta pela US patent 2011194123A1.

## Suporte a impressoras antigas
Uma série de soluções de software permite que impressoras não AirPrint sejam usadas com dispositivos iOS, configurando o suporte em um sistema intermediário acessível via Wi-Fi, conectado à impressora. Como o AirPrint não tem driver, tal configuração compensa a falta de suporte nativo do AirPrint da impressora usando os drivers no sistema intermediário.
A solução mais simples para todas as plataformas é criar um novo serviço Bonjour que engane os clientes iOS fazendo-os acreditar que estão falando com um dispositivo AirPrint. Muitos posts de blog e produtos de software comercial existem para fazer isso, bem como soluções de código aberto no Linux. Isso funciona em muitos casos porque o AirPrint é uma extensão do Internet Printing Protocol (IPP), que muitas impressoras já suportam, seja diretamente ou como resultado de ser compartilhado por meio de um sistema intermediário (normalmente CUPS, o sistema de impressão Mac/Linux). No entanto, essa abordagem é limitada, pois os componentes específicos do protocolo AirPrint estão ausentes. Isso pode levar a problemas de compatibilidade e resultados inesperados. Alguns pacotes de software resolvem isso completamente traduzindo entre os dois "dialetos" do IPP, evitando problemas de compatibilidade, enquanto a maioria apenas compartilha impressoras novamente usando o nome do serviço AirPrint.
Para o Microsoft Windows, existem soluções gratuitas e pagas.
No macOS, existe um serviço Bonjour que permite o suporte do AirPrint para impressoras antigas. Softwares comerciais do macOS para esse propósito incluem o Netputing handyPrint  e Ecamm Printopia.
Na maioria das distribuições GNU/Linux, o suporte do AirPrint deve ser automático com o subsistema de impressão padrão CUPS desde a versão 1.4.6 (como Trisquel 5 e Ubuntu 11.04 ). Os servidores CUPS anteriores à versão 1.4.6 com descoberta de serviço baseada em DNS também podem ser configurados manualmente, adicionando registros de descoberta de serviço de impressora DNS-SD a um servidor de nomes.

### Aplicativos e utilitários
Existem várias soluções de terceiros, disponíveis na Apple App Store e em outros lugares, que permitem imprimir em impressoras legadas diretamente ou por meio de um aplicativo auxiliar. Netgear Genie, para Mac OS X 10.6 ou superior e Windows XP, Vista, 7 e 8 . O Genie permite que qualquer impressora conectada à rede compartilhada seja acessível via AirPrint. O aplicativo é gratuito para clientes dos roteadores Netgear atuais. Printopia Pro é uma solução comercial projetada para permitir que o AirPrint funcione em grandes redes empresariais e educacionais. Ele oferece recursos úteis para grandes organizações, incluindo gerenciamento centralizado, integração de diretório e permite que o AirPrint opere em sub-redes . Ele requer um servidor executando Mac OS X 10.7 ou posterior, e um servidor pode servir potencialmente a uma organização inteira.